# Sharasôju
Sharasôju è un film del 2003 diretto da Naomi Kawase.

## Trama
Il giorno della festa del Bodhisattva Jizo, nella città di Nara in Giappone, i gemelli Kei e Shun stanno correndo per i vicoli quando, all'improvviso, uno di loro scompare misteriosamente.

## Cast
- Kōhei Fukunaga nel ruolo di Shun
- Yuka Hyōdō nel ruolo di Yu
- Naomi Kawase nel ruolo di Reiko
- Katsuhisa Namase nel ruolo di Taku
- Kanako Higuchi nel ruolo di Shouko